# Pradosha
Pradosha ou Pradosham (en IAST : Pradoṣa) est une occasion religieuse bimensuelle qui a lieu le treizième jour de chaque quinzaine du calendrier hindou , lié au culte du Seigneur Shiva. La période propice de trois heures (une heure et demie avant et après le coucher du soleil) est considérée, ce jour-là, comme le moment optimal du culte de Shiva. Le vœu de jeûne accompli pendant la période est appelé « Pradosha vrata» . Les dévots doit porter le rudraksha, le Vibhuti et adorer Shiva par l'abhishek, la pâte de santal, les feuilles de Bael, le parfum, le deepa et le naivedya (offrandes de nourriture).

## Étymologie et moment
Pradosha est fils de Kalpa et de Dosha. Ses deux frères se nomment Nishita et Vyustha : ces trois noms signifient début, milieu et fin de nuit . Les jours entre la nouvelle lune et la pleine lune sont appelés « Sukla Paksha » et ceux de la pleine lune à la nouvelle lune « Krishna paksha ». Pendant chaque mois et chaque paksha, le moment où triyodashi (13e jour de la quinzaine) rencontre la fin de dwadasi (12e jour de la quinzaine) est appelé Pradosha,.

## Légende
Les devas, divinités célestes, s'approchèrent de Shiva dans les moments les plus propices de pradosha pour se débarrasser des asuras (Danavas et Daityas) . Ils coururent autour de Kailasha, demeure de Shiva, lors d'une soirée triyodashi. Nandi, taureau sacré de Shiva, les aidèrent. La pratique d'adorer Shiva et Nandi durant les traiyodashi avec Nandi a émergé et se poursuit dans les temples de Shiva.

## Observations

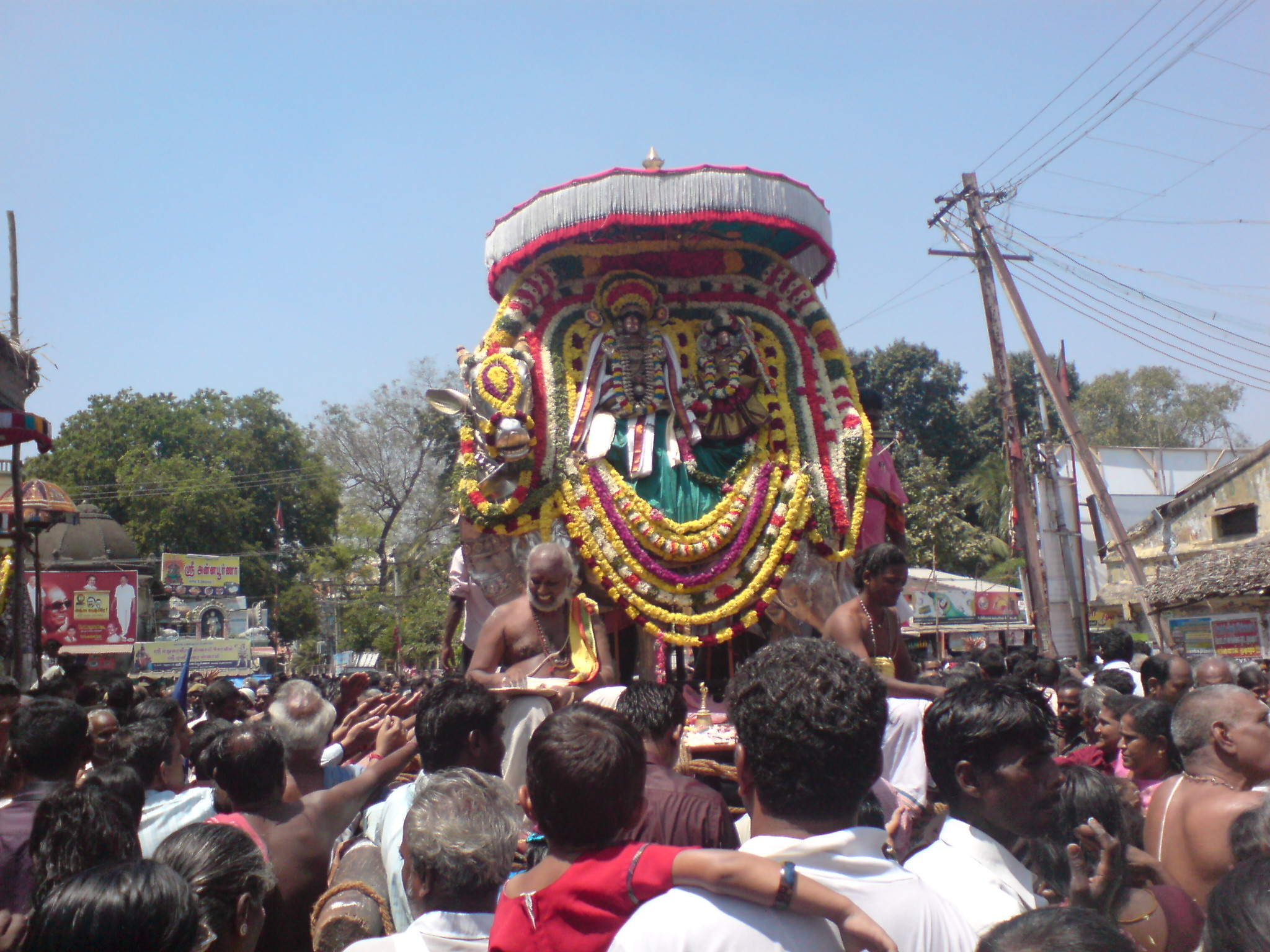
Shiva et Parvathi montant Nandi

Pradosha vrata (voeu) se pratique pendant le  pradosha. En fonction de la tradition, les étapes rituelles varient . Pendant le pradosha, le taureau Nandi est vénéré dans tous les temples de Shiva du sud de l'Inde. L'idole de Shiva avec son épouse Parvati dans une pose assise sur Nandi est prise en procession dans le temple.
Le culte de Pradosha a lieu au crépuscule du soir ou au sandhya kala. L'exécution de la vrata s'effectue avec un jeûne suivi d'une veillée. Les pratiquants prennent un bain une heure avant le coucher du soleil et les divinités Shiva, Parvati, leurs fils Ganesha et Kartikeya, et Nandi sont vénérés. À la suite de cela, Shiva est invoqué. L'histoire de Pradosha est lue après la fin du culte formel,.

## Types
Shani Pradosha désigne le pradosha tombant un samedi et Soma Pradosha s'emploie pour le lundi.
Maha Pradosha est le Pradosha qui tombe avant ou pendant Maha Shivaratri lors du mois hindou de Maagha.

## Shani Pradosha
Shani Pradosha, le pradosha tombant un samedi (jour de la planète Saturne) est considéré comme important parmi les autres pradosham . L'importance de Shani Pradosha est associée au temple Mahakaleshwar à Ujjain, ville de l'État indien central du Madhya Pradesh. La ville d'Ujjain s'appelait Avantika et était célèbre pour son épicentre de dévotion. C'était aussi l'une des principales villes où les étudiants allaient étudier les textes sacrés.
Selon la légende, il existait un souverain d'Ujjain nommé Chandrasen, qui était un pieux dévot de Shiva et l'adorait en permanence. Il fut béni d'une gemme céleste qui pouvait accomplir des miracles. Les rivaux d'Ujjain, le roi Ripudaman et le roi Singhaditya des royaumes voisins allèrent l'attaquer pour s'emparer du trésor . Le roi Chandransena, ignorant la guerre imminente, adorait Shiva. Il fut rejoint par un garçon de fermier nommé Shrikhar, qui marchait sur le terrain du palais et avait entendu le roi chanter le nom de Shiva. Cependant, les gardes l'enlevèrent de force et l'envoyèrent à la périphérie de la ville près de la rivière Kshipra. Shrikhar pria encore et la nouvelle se répandit vers un prêtre nommé Vridhi, qui pria Shiva. Les rois ennemis attaquèrent pendant un Triyodashi, un samedi . Avec l'aide du puissant démon Dushan, qui fut béni par Brahmā pour être invisible, ils pillèrent la ville et attaquèrent tous les fidèles de Shiva. Après avoir entendu les supplications de ses fidèles impuissants, Shiva apparut dans son Mahakal (forme de lumière) et détruisit les ennemis du roi Chandrasen. À la demande de ses dévots Shrikhar et Vridhi, Shiva accepta de résider dans la ville et de devenir la divinité principale du royaume. À partir de ce jour, Shiva résida sous sa forme lumineuse en tant que Mahakal dans un Lingam formé de lui-même à partir des pouvoirs de Shiva et de son épouse, Parvati. On pense que les personnes vénérant Shiva lors d'un Shani Pradosha seraient exemptes de la peur de la mort et des maladies, et qu'ils reçoivent des trésors.